# Gromada Siemonia
Gromada Siemonia war eine Verwaltungseinheit in der Volksrepublik Polen zwischen 1954 und 1962. Verwaltet wurde die Gromada vom Gromadzka Rada Narodowa dessen Sitz in Siemonia befand und aus 16 Mitgliedern bestand.

Die Gromada Siemonia gehörte zum Powiat Będziński in der Woiwodschaft Katowice (damals Stalinogród). Sie wurde gebildet aus der bisherigen Gromadas Myszkowice und Siemonia und Twardowice der aufgelösten Gmina Sączów, sowie einigen Waldstücken. Zum 31. Dezember 1962 wurde die Gromada Siemonia aufgelöst und in die Gromada Sączów eingegliedert.

## Anmerkung
1. ↑  Gromadas bestanden auch nach dem Zweiten Weltkrieg als Hilfseinheit der Gemeinden.